# Drothems socken
Drothems socken i Östergötland ingick i Hammarkinds härad (före 1888 även delar i Björkekinds härad), uppgick 1952 i Söderköpings stad och området ingår sedan 1971 i Söderköpings kommun och motsvarar från 2016 Drothems distrikt.
Socknens areal är 92,06 kvadratkilometer, varav 89,48 land. År 2000 fanns här 1 369 invånare. Sockenkyrkan Drothems kyrka ligger i staden Söderköping och ej i själva socknen.

## Administrativ historik
Drothems socken har medeltida ursprung.
Fram till 1888 hörde två mantal Bjärka av kyrksocken till Tåby jordabokssocken och Björkekinds härad. 1 januari 1892 överfördes 1/4 mantal Evelund till Sankt Johannes socken i Lösings härad.
Vid kommunreformen 1862 övergick socknens ansvar för de kyrkliga frågorna till Drothems församling och för de borgerliga frågorna till Drothems landskommun. Landskommunen inkorporerades 1952 i Söderköpings stad och ingår sedan 1971 i Söderköpings kommun. Församlingen uppgick 2005 i Söderköpings församling som 2010 uppgick i Söderköping S:t Anna församling.
1 januari 2016 inrättades distriktet Drothem, med samma omfattning som församlingen hade 1999/2000.
Socknen har tillhört samma fögderier och domsagor som Hammarkinds härad. De indelta soldaterna tillhörde Andra livgrenadjärregementet, Livkompanit och Första livgrenadjärregementet. De indelta båtsmännen tillhörde Östergötlands båtsmanskompani.

## Geografi
Drothems socken ligger söder, väster och norr om Söderköping kring Göta Kanal, Söderköpingsån och sjön Vispolen. Socknen består av mindre slätter och högre liggande skogsmark i söder och norr.

## Fornlämningar
Kända från socknen är ett flertal gravrösen från bronsåldern och cirka 35 gravfält och en fornborg från järnåldern. Även från järnåldern finns stensträngar.

## Namnet
Namnet (1362 Drotin) kommer från sockenkyrkan, Sancta Drotens kyrka, 1359. Förledet är drotin, 'anförare, hövding, furste' (används som omskrivning av Gud). Efterledet är en förvrängning av det ursprungliga namnet.

### Fotnoter
1. 1 2  Svensk Uppslagsbok andra upplagan 1947–1955: Drothem socken
2. 1 2  Harlén, Hans; Harlén Eivy (2003). Sverige från A till Ö: geografisk-historisk uppslagsbok. Stockholm: Kommentus. Libris 9337075. ISBN 91-7345-139-8
3. ↑  ”Församlingar”. Statistiska centralbyrån. https://www.scb.se/hitta-statistik/regional-statistik-och-kartor/regionala-indelningar/forsamlingar/. Läst 30 december 2022.
4. ↑  Administrativ historik för Drothem socken (Klicka på församlingsposten). Källa: Nationella arkivdatabasen, Riksarkivet.
5. ↑  Om ÖStergötlands båtsmanskompani
6. 1 2  Sjögren, Otto (1931). Sverige geografisk beskrivning del 2 Östergötlands, Jönköpings, Kronobergs, Kalmar och Gotlands län. Stockholm: Wahlström & Widstrand. Libris 9939
7. 1 2  Nationalencyklopedin
8. ↑  Fornlämningar, Statens historiska museum: Drothems socken
9. ↑  Fornminnesregistret, Riksantikvarieämbetet: Drothems socken Fornminnen i socknen erhålls på kartan genom att skriva in sockennamn (utan "socken") i "Ange geografiskt område"
10. ↑  Mats Wahlberg, red (2003). Svenskt ortnamnslexikon. Uppsala: Institutet för språk och folkminnen. Libris 8998039. ISBN 91-7229-020-X. https://isof.diva-portal.org/smash/get/diva2:1175717/FULLTEXT02.pdf